# خوسيه راميريز دي أريلانو
خوسيه راميريز دي أريلانو (بالإسبانية: José Ramírez de Arellano)‏ هو مهندس معماري إسباني، ولد في 1705 في Baélls ‏ في إسبانيا، وتوفي في 27 مارس 1770 في سرقسطة في إسبانيا.